# JBW
JBW Cars var ett privat brittiskt formel 1-stall som drevs av bilhandlaren och racerföraren Brian Naylor. Från slutet av 1950-talet byggde stallet egna formel 1-bilar under namnet JBW.

## F1-säsonger
| Säsong | Tävlingsnamn | Bil        | Motor           | Poäng | VM-plac. | Förare       |
| ------ | ------------ | ---------- | --------------- | ----- | -------- | ------------ |
| 1957   | J B Naylor   | Cooper T43 | Climax 1.5 L4   |       | -        | Brian Naylor |
| 1958   | J B Naylor   | Cooper T45 | Climax 1.5 L4   |       | -        | Brian Naylor |
| 1959   | J B Naylor   | JBW Type1  | Maserati 2.5 L4 | 0     | 8:a      | Brian Naylor |
| 1960   | J B Naylor   | JBW Type1  | Maserati 2.5 L4 | 0     | 13:e     | Brian Naylor |
| 1961   | J B Naylor   | JBW Type2  | Climax 1.5 L4   | 0     | 6:a      | Brian Naylor |